# Tatonka
Tatonka (Les Légendes de Tatonka) è una serie televisiva francese animata, creata e diretta da Oliver Lelardoux. Costituita da 53 episodi di 13 minuti ciascuno, prodotta dalla Cyber Group Studios.
In Francia, la serie, è stata trasmessa su TiJi, su France 5 dal 2 novembre 2010 e le repliche vennero trasmette su France 4.
In Italia la serie è stata trasmessa a partire dal 29 settembre 2011 su Rai 2, e le repliche vennero trasmesse a partire dall'aprile 2012 su Boomerang (piattaforma Sky) e su Rai Yoyo. La voce italiana di Tatonka è di Luca Ward.

## Trama
Wanji, Numpa, Yamni e Topa sono quattro splendidi e vivaci cuccioli di lupo che, giorno dopo giorno, esplorano insieme ai loro amici animali la sterminata foresta del parco di Yellowstone. Loro guida e consigliere è il saggio bisonte Tatonka, punto di riferimento di tutta la comunità di animali che vivono nel grande parco, sempre pronto ad aiutare i piccoli nell’affrontare pericoli e avventure. Sotto lo sguardo vigile di Tatonka, con il passare delle stagioni i piccoli lupi crescono, imparando a superare paure e difficoltà e, soprattutto, imparando a conoscere e rispettare il mondo della natura e le sue leggi.

## Episodi

### Prima stagione
| N° | Titolo originale               | Titolo italiano                    | Prima TV Francia | Prima TV Italia   |
| -- | ------------------------------ | ---------------------------------- | ---------------- | ----------------- |
| 1  | La rivière vide                | Il fiume vuoto                     | 2 novembre 2010  | 29 settembre 2011 |
| 2  | Un ami à sauver                | Un amico da salvare                | 3 novembre 2010  | 30 settembre 2011 |
| 3  | Pahin le téméraire             | Pahin il temerario                 | 4 novembre 2010  | 1 ottobre 2011    |
| 4  | Sur les traces                 | Sulle tracce                       | 5 novembre 2010  | 2 ottobre 2011    |
| 5  | Un été brûlant                 | Un'estate calda                    | 6 novembre 2010  | 3 ottobre 2011    |
| 6  | Le voleur de pommes de pin     | Il ladro di pigne                  | 7 novembre 2010  | 4 ottobre 2011    |
| 7  | Du flair pour le danger        | Della fantasia per il pericolo     | 8 novembre 2010  | 5 ottobre 2011    |
| 8  | L'un des nôtres                | Uno dei nostri                     | 9 novembre 2010  | 6 ottobre 2011    |
| 9  | Chasser n'est pas jouer        | La caccia non è un gioco           | 10 novembre 2010 | 7 ottobre 2011    |
| 10 | Combat dans les airs           | Combattimento in aria              | 11 novembre 2010 | 8 ottobre 2011    |
| 11 | Une histoire à dormir debout   | Una storia da dormire in piedi     | 12 novembre 2010 | 9 ottobre 2011    |
| 12 | L'honneur d'un chef            | L'onore di un capo                 | 13 novembre 2010 | 10 ottobre 2011   |
| 13 | La plante de l'ours Esprit     | La pianta dello Spirito delle Nevi | 14 novembre 2010 | 11 ottobre 2011   |
| 14 | Le temps du sommeil            | L'ora del sonno                    | 15 novembre 2010 | 12 ottobre 2011   |
| 15 | Inondation                     | L'inondazione                      | 16 novembre 2010 | 13 ottobre 2011   |
| 16 | Sauvez Tatonka!                | Salvate Tatonka!                   | 17 novembre 2010 | 14 ottobre 2011   |
| 17 | Une histoire de territoire     | Una storia di territorio           | 18 novembre 2010 | 15 ottobre 2011   |
| 18 | La partie de pêche             | La parte di pesche                 | 19 novembre 2010 | 16 ottobre 2011   |
| 19 | Tempête d'été                  | Tempesta estiva                    | 20 novembre 2010 | 17 ottobre 2011   |
| 20 | La voie de Topa                | La via di Topa                     | 21 novembre 2010 | 18 ottobre 2011   |
| 21 | Clair de lune                  | Chiaro di luna                     | 22 novembre 2010 | 19 ottobre 2011   |
| 22 | Le dit de Cinksi               | Il detto di Cinksi                 | 23 novembre 2010 | 20 ottobre 2011   |
| 23 | La grande course à la myrtille | La grande corsa al mirtillo        | 24 novembre 2010 | 21 ottobre 2011   |
| 24 | Tremblement de terre           | Il terremoto                       | 25 novembre 2010 | 22 ottobre 2011   |
| 25 | La voix de la montagne         | La voce della montagna             | 26 novembre 2010 | 23 ottobre 2011   |
| 26 | Le printemps de Pahin          | La primavera di Pahin              | 27 novembre 2010 | 24 ottobre 2011   |
| 27 | Un arbre très intelligent      | Un albero molto intelligente       | 28 novembre 2010 | 25 ottobre 2011   |
| 28 | Ina a disparu                  | Ina è sparita                      | 29 novembre 2010 | 26 ottobre 2011   |
| 29 | Les liens du sang              | Legami di sangue                   | 30 novembre 2010 | 27 ottobre 2011   |
| 30 | Une leçon de chasse            | Una lezione di caccia              | 1 dicembre 2010  | 28 ottobre 2011   |
| 31 | Un arbre pour Wahi             | Un albero per Wahi                 | 2 dicembre 2010  | 29 ottobre 2011   |
| 32 | Drôles de sons                 | Suoni divertenti                   | 3 dicembre 2010  | 30 ottobre 2011   |
| 33 | Les parias                     | I reietti                          | 4 dicembre 2010  | 31 ottobre 2011   |
| 34 | Un terrible rugissement        | Un terribile ruggito               | 5 dicembre 2010  | 1 novembre 2011   |
| 35 | Wahi l'entraîneur              | Allenatore Wahi                    | 6 dicembre 2010  | 2 novembre 2011   |
| 36 | Vertige                        | Vertigini                          | 7 dicembre 2010  | 3 novembre 2011   |
| 37 | La tête dans les nuages        | Testa tra le nuvole                | 8 dicembre 2010  | 4 novembre 2011   |
| 38 | Un goût de liberté             | Un assaggio di libertà             | 9 dicembre 2010  | 5 novembre 2011   |
| 39 | La nuit des étoiles filantes   | La notte delle stelle cadenti      | 10 dicembre 2010 | 6 novembre 2011   |
| 40 | Les guides                     | Le guide                           | 11 dicembre 2010 | 7 novembre 2011   |

### Seconda stagione
| N° | Titolo originale                      | Titolo italiano             | Prima TV Francia | Prima TV Italia  |
| -- | ------------------------------------- | --------------------------- | ---------------- | ---------------- |
| 1  | Soleil noir                           | Sole nero                   | 1 novembre 2011  | 6 febbraio 2012  |
| 2  | La grande menace                      | La grande minaccia          | 2 novembre 2011  | 7 febbraio 2012  |
| 3  | La patte amie                         | La zampa amica              | 3 novembre 2011  | 8 febbraio 2012  |
| 4  | Un appât nommé Wahi                   | Un'esca di nome Wahi        | 4 novembre 2011  | 9 febbraio 2012  |
| 5  | Une pomme de pin pas comme les autres | Una pigna come nessun'altra | 5 novembre 2011  | 10 febbraio 2012 |
| 6  | Grand Poum                            | Il grande Poum              | 6 novembre 2011  | 11 febbraio 2012 |
| 7  | Soif de sel                           | Sete di sale                | 7 novembre 2011  | 12 febbraio 2012 |
| 8  | Une nouvelle meute                    | Un nuovo branco             | 8 novembre 2011  | 13 febbraio 2012 |
| 9  | Accusé à tort                         | Accusato erroneamente       | 9 novembre 2011  | 14 febbraio 2012 |
| 10 | Sécheresse                            | Siccità                     | 10 novembre 2011 | 15 febbraio 2012 |
| 11 | Un feu de forêt                       | Un incendio nel bosco       | 11 novembre 2011 | 16 febbraio 2012 |
| 12 | Panique                               | Panico                      | 12 novembre 2011 | 17 febbraio 2012 |
| 13 | L'ancêtre de Wahi                     | L'antenato di Ahi           | 13 novembre 2011 | 18 febbraio 2012 |

## Personaggi

### Protagonisti
- Tatonka - un saggio ed anziano bisonte americano, che conosce bene la natura. Narratore della storia, dà sempre buone lezioni ai cuccioli, è molto pacifico e calmo, anche se non esita ad attaccare quando deve salvare i suoi amici.
- Wanji - un lupacchiotto coraggioso e avventuroso, è futuro leader del suo branco. Gli piace giocare e litigare con sua sorella Topa. È spesso l'eroe della serie perché molte volte salva i suoi fratelli, sorelle e cugini dal pericolo che li circonda con l'aiuto di suo padre e di Tatonka. Spesso si mette nei guai, ricevendo le giuste punizioni, ed è spericolato con sua sorella Yamni.
- Yamni - una lupacchiotta molto forte. Spesso litiga con suo fratello Wanji ed è convinta che i lupi siano superiori agli altri animali. Sottovaluta la sua sorellina Topa, anche se si ricrederà dopo essere stata salvata da un fiume ghiacciato.
- Topa - una lupacchiotta molto ubbidiente, è la cucciola più giovane e spesso viene fraintesa, anche se ha un grande cuore. Ha delle buone idee che aiutano nei momenti peggiori, e spesso evita i guai. Le piace anche giocare con suo fratello Wanji, e ascolta le lezioni di sua madre sui rimedi a base di erbe che aiutano in caso di pericolo o infortunio. È pronta a fare qualsiasi cosa per essere la più calorosa e coraggiosa. Assomiglia a sua madre, sia di aspetto che di carattere.
- Numpa - un lupacchiotto molto discreto che spesso si nasconde per non subire rimproveri, anche se è molto coraggioso, dimostrandolo nella notte delle stelle cadenti. Inoltre, è il fratello di Wanji, Yamni e Topa.
- Cinksi - un bravo cucciolo di lince e migliore amico di Wanji. Lui è molto utile ed è pronto a fare qualsiasi cosa per salvare i suoi amici dal pericolo. Si può considerare che condivide il ruolo di eroe della serie con Wanji.
- Wahi - uno scoiattolo molto arrogante, presuntuoso e molto avido. Ama le pigne, e litiga con Poum per averle.
- Poum - un tenero cucciolo di orso che ama mangiare miele e mirtilli. Viene cresciuto da suo zio Mato. Spesso litiga con Wahi, e invidia i suoi amici che possono giocare durante l'inverno mentre lui deve andare in letargo, nonostante ami dormire e sia molto pigro.
- Moose - un cucciolo di alce, molto giocoso che ama mangiare l'erba quando è fresca.
- Wambli - una graziosa aquilotta di mare testabianca che ama aiutare chiunque sia in difficoltà, anche se ha problemi di vista.

### Personaggi secondari
- Tap-Tap - una giovane femmina di castoro molto avida e molto laboriosa. È spesso di cattivo umore e spesso si comporta come un dittatore, anche se vuole molto bene ai suoi amici.
- Pahin - un giovane istrice molto goloso e pauroso.
- Wicasa - padre dei quattro lupacchiotti. Va spesso a caccia; a volte lo insegna anche a Wanji. È il capo dei lupi, ripone molta speranza in Wanji, nonostante ciò non esita a punirlo quando disobbedisce.
- Winyam - madre dei quattro lupacchiotti e compagna di Wicasa. Conosce bene tutte le piante guaritrici che insegna a Topa. Ha un grande cuore, e spesso si accorge della mancanza dei cuccioli quando escono senza il suo permesso.
- Luta e Ska - due lupacchiotti cugini di Wanji, Yamni, Topa e Numpa. Spesso si divertono a prendere in giro i quattro cuccioli, mettendo involontariamente in pericolo le loro vite, non esitano a sfidare anche gli adulti, disobbediendo allo zio Wicasa, nonostante ciò poi si pentono delle loro azioni e vengono puniti. Hanno perso il padre.
- Winona- madre di Luta e Ska. Ha perso il compagno, tiene molto ai suoi figli e riesce a volte a evitare loro le punizioni di Wicasa.
- Tanksi e Akewanji - giovani lupi che fanno parte del branco di Wicasa.
- Mato - zio di Poum. Cresce da solo il nipote, dato che i genitori del cucciolo sono scomparsi. Ha un caratteraccio, burbero e talvolta feroce, anche se vuole bene al nipote.
- Ina - madre di Cinksi. Lo cresce da sola, dato che il suo compagno l'ha abbandonata. Determinata e intelligente, trasmette tutto il suo talento nella caccia al figlio.
- Alfa - padre di Wambli. La cresce da solo, dato che la compagna è stata uccisa durante la stagione della caccia.
- Grande Moose - padre di Moose. È il leader degli alci. Preferisce la diplomazia al combattimento, e sa cosa è meglio per il suo branco.
- Spirito delle Nevi - un orso polare muto. Aiuta spesso e volentieri i protagonisti contro i nemici. All'inizio Mato era sospettoso nei suoi confronti, ma dopo essere stato salvato da questo spirito ha iniziato a crederci.

### Antagonisti
- Lupi rinnegati - lupi neri banditi dal branco di Wicasa guidati da Taïma . Hanno il loro territorio, ma a volte fanno intrusione in quello di Wicasa.
- Taïma - capo dei lupi rinnegati.
- Tork -  un puma che non esita mai ad attaccare i lupacchiotti e Cinksi.
- Akicita - un ghiottone sempre affamato.
- Coyote - esseri affamati che cercano di attaccare i cuccioli di lupo. A differenza dei lupi rinnegati, sono sciocchi, litigiosi e codardi.
- Caliska - capo dei coyote.
- Aquile nere - volatili muti che cercano di attaccare i lupacchiotti.
- Serpenti - attaccano tutto ciò che si muove.

## Curiosità
Negli episodi spesso compaiono lepri, salmoni, farfalle e altre creature del bosco. A differenza di altri animali, non parlano.

## DVD
La serie è stata raccolta in tra DVD. Ognuno contenente circa 13 episodi.
- Volume 1: Les Légendes de Tatonka (marzo 2012)
- Volume 2: Les Légendes de Tatonka (giugno 2012)
- Volume 3: Les Légendes de Tatonka (settembre 2012)